# Inner Lee Island
Inner Lee Island (aus dem Englischen sinngemäß übersetzt Innere Lee-Insel) ist eine kleine Insel vor der Nordküste Südgeorgiens. In der Bay of Isles liegt sie 1,3 km nordnordöstlich des Luck Point.
Robert Cushman Murphy kartierte die Insel während seines Besuchs von Südgeorgien zwischen 1912 und 1913 an Bord der Brigg Daisy. Gemeinsam mit der heute als Outer Lee Island bekannten Insel fasste er sie als Lee Islands nach den hier vorherrschenden Windverhältnissen zusammen. Wissenschaftler der britischen Discovery Investigations nahmen zwischen 1929 und 1930 neuerliche Vermessungen vor und gab beiden Inseln individuelle Namen, die sich an Murphys ursprünglicher Benennung orientierten.